# SEE-SAW
「SEE-SAW」（シーソー）は、日本のロックバンド、ザ・コレクターズ(THE COLLECTORS)の2枚目のシングルである。

## 概要
ザ・コレクターズに阿部耕作 （ドラムス）と小里誠（ベース）が加入し、日本コロムビアのTRIADレーベルに移籍してから初めてのシングル。

## 収録曲
1. SEE-SAW
  - 作詞・作曲：加藤ひさし / 編曲：THE COLLECTORS、小西康陽
2. Collector No.5
  - 作詞・作曲：加藤ひさし / 編曲：THE COLLECTORS、小西康陽 / ナレーション：広川太一郎
3. シャドウマン
  - リミックス：小西康陽

インストゥルメンタル

## 収録アルバム
オリジナル・アルバム
- COLLECTOR NUMBER.5 (#1)

ベスト・アルバム
- GOLD TOP -THE BEST OF THE COLLECTORS- (#1の95 MIX VERSION)

ライブ・アルバム/コンピレーション・アルバム
- LIVING FOUR KICKS (#1)
- RETROSPECTIVE (#3)

紙ジャケット再発盤ボーナス・トラック
- COLLECTOR NUMBER.5 +2 (#2,#3)